# 長崎県道40号佐世保吉井松浦線
長崎県道40号佐世保吉井松浦線（ながさきけんどう40ごう させぼよしいまつうらせん）は、長崎県佐世保市から松浦市に至る県道（主要地方道）である。

## 概要
長崎県佐世保市小川内町から佐世保市吉井地区を経由して、松浦市志佐町庄野免に至る。
佐世保市皆瀬町で国道204号と分岐した長崎県道11号佐世保日野松浦線から同市小川内町で別れ、佐世保市と松浦市を南北に縦断して最短で結ぶ道路である。そのため、平戸島寄りの海側を通る国道204号や、同区間を佐世保市世知原地区経由で結ぶものの狭路が多い長崎県道11号佐世保日野松浦線のバイパスとしての役割を果たす。同市小川内町から吉井町高峰までの区間（妙観寺峠）は、妙観寺トンネルが、佐世保市吉井町福井から松浦市志佐町栢木（かやぎ）免までの区間（福井峠）は子産坂トンネルが開通しており、整備されている。

### 路線データ
- 起点：佐世保市小川内町（長崎県道11号佐世保日野松浦線交点）
- 終点：松浦市志佐町庄野免（鹿爪橋交差点、国道204号交点、長崎県道144号松浦江迎線起点）
- 総延長：18.205 km

## 歴史
- 1993年（平成5年）5月11日 - 建設省から、県道佐世保吉井松浦線が佐世保吉井松浦線として主要地方道に指定される[1]。

## 路線状況

### 重複区間
- 国道204号（佐世保市吉井町立石 - 佐世保市江迎町田ノ元免）

### 道路施設

#### 橋梁
- 樋口橋（佐々川、佐世保市）
- 直谷橋（福井川、佐世保市）
- 立石橋（立石川、松浦市）

#### トンネル
起点から
- 妙観寺トンネル：延長1,667 m、2004年（平成16年）竣工、佐世保市
- 子産坂トンネル：延長603 m、1994年（平成6年）竣工、佐世保市 - 松浦市

## 地理

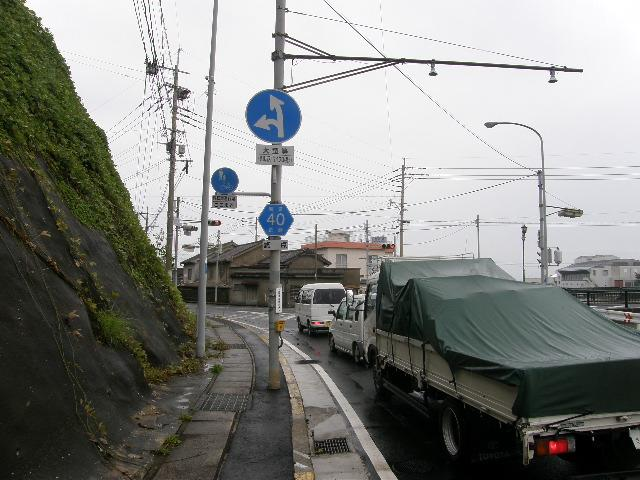
長崎県道40号佐世保吉井松浦線（松浦市志佐町庄野免）

### 通過する自治体
- 佐世保市
- 松浦市

### 交差する道路
| 交差する道路                                     | 市町村名 | 交差する場所           | 交差する場所        |
| ------------------------------------------------ | -------- | ---------------------- | ------------------- |
| 長崎県道11号佐世保日野松浦線                     | 佐世保市 | 小川内町               | 起点                |
| 長崎県道54号栗木吉井線                           | 佐世保市 | 吉井町大渡             |                     |
| 国道204号 重複区間起点                           | 佐世保市 | 吉井町立石             |                     |
| 国道204号 重複区間終点                           | 佐世保市 | 江迎町田ノ元免         |                     |
| 北松広域農道                                     | 松浦市   | 志佐町栢木（かやぎ）免 | [ 注釈 1 ]          |
| 国道204号 国道383号 重複 長崎県道144号松浦江迎線 | 松浦市   | 志佐町庄野免           | 鹿爪橋交差点 / 終点 |

### 交差する鉄道
- 松浦鉄道西九州線

### 沿線
- 佐世保市立吉井中学校
- 佐世保市立吉井南小学校
- 佐世保市立吉井北小学校

### 峠
- 妙観寺峠（佐世保市）
- 福井峠（佐世保市 - 松浦市）